# Eulepidotis croceipars
Eulepidotis croceipars är en fjärilsart som beskrevs av Dyar 1914. Eulepidotis croceipars ingår i släktet Eulepidotis och familjen nattflyn. Inga underarter finns listade i Catalogue of Life.